# Bernecebaráti
Bernecebaráti is een plaats (község) en gemeente in het Hongaarse comitaat Pest. Bernecebaráti telt 950 inwoners (2001).

## Foto's

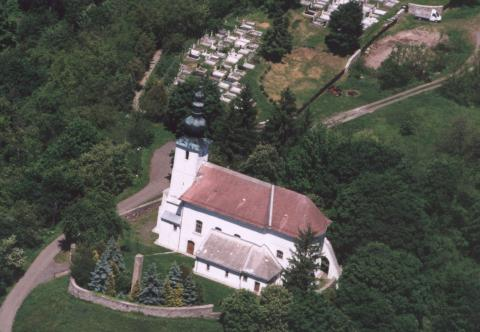
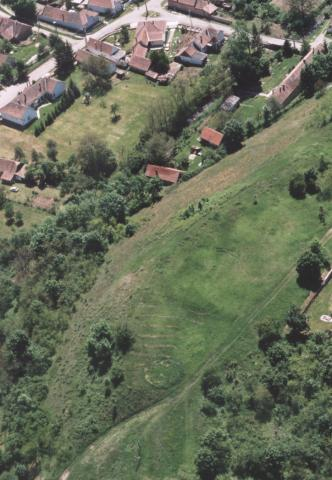
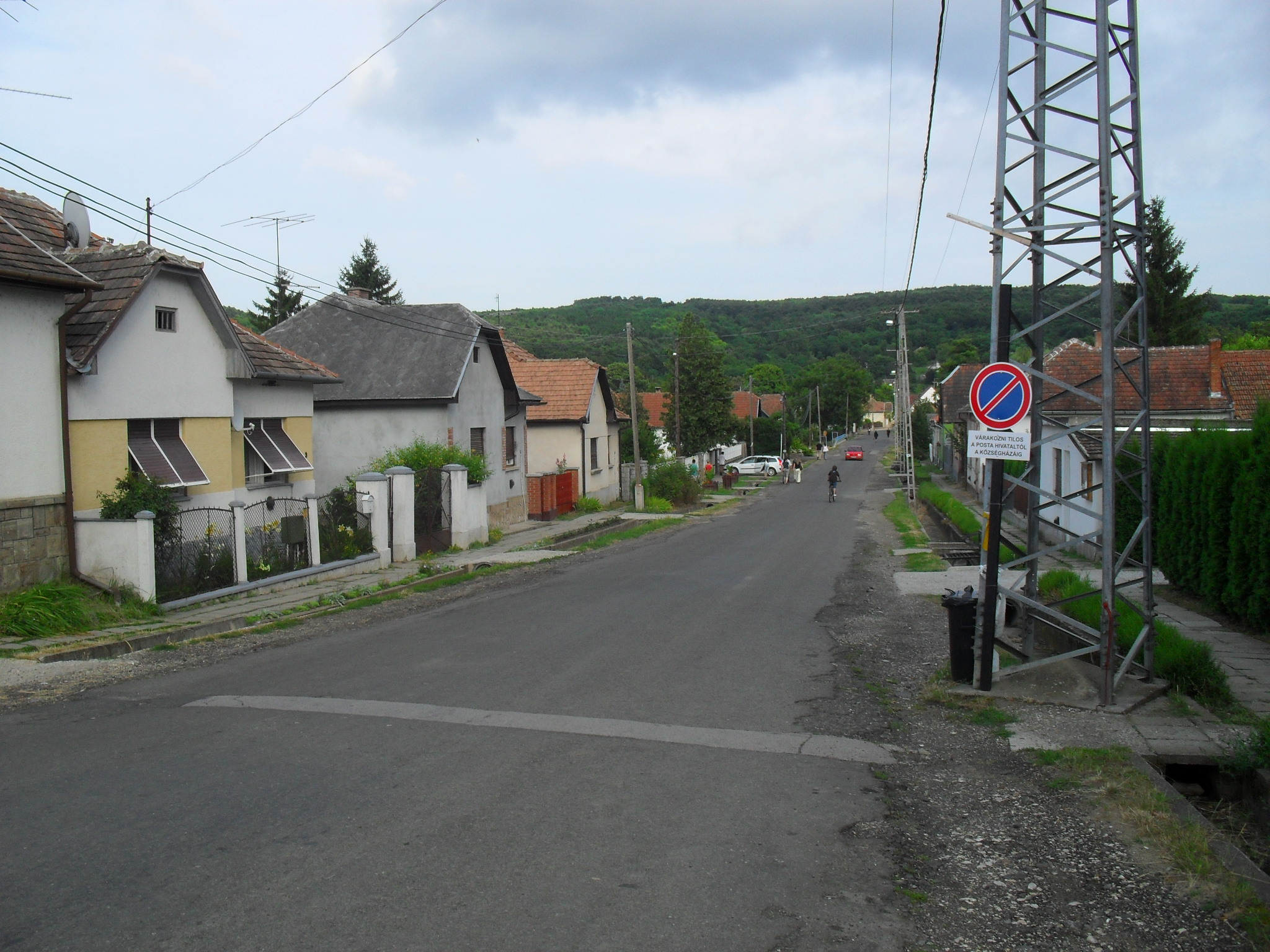